# NGC 6985
NGC 6985 este o galaxie situată în constelația Vărsătorul. A fost descoperită în 1886 de către Francis Leavenworth. Se află la o distanță de 61,38 de megaparseci de Pământ.